# Héritabilité de l'autisme

Les délétions (1), duplications (2) et inversions (3) chromosomiques sont toutes les trois impliquées dans l'héritabilité de l'autisme.

L'héritabilité de l'autisme est une mesure évaluant l'impact de facteurs génétiques dans l'existence et l'expression de l'autisme. Cette part génétique est prépondérante, puisqu'elle compte pour au moins la moitié des causes de l'autisme.
L'étude de l'héritabilité de l'autisme trouve son origine dans l'observation d'un taux d'autisme accru parmi les fratries comptant déjà un enfant autiste. Le pédopsychiatre britannique Michael Rutter établit à partir de 1977 l'existence de ces facteurs génétiques, en étudiant la récurrence de l'autisme chez les vrais jumeaux. Depuis la publication de ces études, l'existence de facteurs génétiques est un consensus scientifique parmi les professionnels de l'autisme.

## Définition
D'après Franck Ramus (2017), le rôle de l'hérédité dans l'autisme est reconnu comme « prépondérant », signifiant qu'il compte pour au moins 50 % des facteurs de causalité connus. On parle d'héritabilité pour désigner la part des causes de l'autisme qui est imputable à la génétique.
Le professeur d'épidémiologie et de biostatistiques Brian Lee souligne les difficultés posées par la définition de l'héritabilité de l'autisme. La mesure d'héritabilité peut prédire dans quelle mesure la génétique d'une personne la prédispose à être autiste, mais elle ne peut pas prédire la manière dont des facteurs environnementaux influencent cette prédisposition génétique.

## Histoire
Historiquement, l'héritabilité de l'autisme commence à être évoquée à la suite de l'observation d'une « récurrence accrue »  chez les personnes apparentées à la personne autiste, tout particulièrement chez les jumeaux monozygotes (vrais jumeaux). La première étude connue est menée sur 21 paires de jumeaux dont au moins l'un est diagnostiqué autiste (selon la grille d'autisme infantile de Kanner), par S. Folstein et Michael Rutter en 1977. Les études d'héritabilité de l'autisme publiées dans les années 1980 et 1990 estiment cette part d'héritabilité à environ 90 %,. Cependant, ces études sont limitées, car menées sur un très faible nombre de jumeaux autistes.
En 2002, le psychiatre français Philip Gorwood note, notamment sur la base de l'étude de Smalley et al. publiée en 1988, que la fratrie d'une personne autiste est 50 à 100 fois plus souvent concernée elle-même par l'autisme que la fratrie d'une personne non-autiste. Il note également que les données collectées plaident pour un modèle d'héritabilité multifactoriel complexe (jusqu'à 50 gènes impliqués) plutôt qu'un modèle mendelien (modèle à un seul gène impliqué). 
En 2010, la sociologue française Brigitte Chamak plaide contre une « surestimation des origines génétiques ». Les études publiées entre 2011 et 2014 revoient le facteur d'héritabilité à la baisse, soit entre 35 et 50 %. C'est notamment en 2014 que paraît l'étude du chercheur suédois Sven Sandin et de son équipe, étude médiatisée entre autres dans Le Monde, qui titre « Les causes de l'autisme à moitié génétiques et à moitié environnementales ». L'examen de cette étude par la Haute Autorité de santé, en 2018, conclut que le traitement des données a conduit à une sous-estimation des facteurs d'héritabilité. En effet, en 2017, Sandin et al. ré-analysent leurs données et déterminent une héritabilité de 83 %. De même, la méta-analyse de Beata Tick et de son équipe, publiée en 2016, réaffirme la forte prééminence des facteurs génétiques sur les facteurs environnementaux.
La part d'implication génétique a été réévaluée entre 64 et 85 % par les études publiées entre 2017 et 2020. En 2018, Pauline Chaste conclut à des facteurs polygéniques, avec une influence épigénétique.

## Dénégations de l'héritabilité de l'autisme
Selon le psychiatre David Cohen, qui s'exprime alors en 2012, « le lien entre causalité génétique et autisme est un fait consensuel depuis la démonstration de l’héritabilité élevée de l’autisme à partir des études de jumeaux ». Cependant, plusieurs personnes, dont des professionnels de santé, nient toujours l'existence de ces facteurs génétiques. 
Une partie du mouvement anti-vaccins soutient que la vaccination précoce serait seule responsable de l'autisme chez l'enfant, malgré l'absence de preuve scientifique d'une relation entre autisme et vaccination.
En 2014, le psychanalyste freudo-lacanien Charles Melman déclare lors d'une interview qu'« il n'y a pas de causes génétiques » à l'autisme.